# American Liberty League
The American Liberty League var en amerikansk organisation, som blev stiftet i 1934 af konservative Demokrater såsom Al Smith (Demokraternes præsidentkandidat i 1928), Jouett Shouse (tidligere højt placeret i partiet og medlem af Repræsentanternes Hus), John W. Davis (Demokraternes præsidentkandidat i 1924) og John Jacob Raskob (tidligere national formand for Demokraterne og fremtrædende modstander af Alkoholforbudet), Dean Acheson (senere udenrigsminister under Harry Truman) foruden mange industrifolk heriblandt Prescott Bush og medlemmer af Du Pont familien.
Ligaen udtalte, at den ville arbejde for at "forsvare og overholde forfatningen" og for at "fremme retten til at arbejde, tjene, spare og erhverve ejendom". Ligaen brugte mellem $500.000 og $1,5 mio. på annoncekampagner. Pengene kom fortrinsvis fra Du Pont familien og ledere af U.S. Steel, General Motors, General Foods, Standard Oil, Birdseye, Colgate, Heinz Foods, Chase National Bank, og Goodyear Tire and Rubber Company. Det nåede op på over 125.000 medlemmer og støtte Republikanerne i 1936.
I grundlæggelsesåret 1934 blev ligaen beskyldt af Smedley Butler for at være involveret i et fascistisk plot om at vælte præsident Franklin Delano Roosevelt. Butler var kendt som en anti-kapitalistisk pensioneret general fra marineinfanteriet og stærk støtte af præsident Roosevelt. Ifølge Butlers vidneudsagn overfor en kongreskomite var ligaen grundlagt med det mål at fungere som en para-militær platform for et kup, en amerikansk version af 1930'ernes franske Croix de Feu. Butler sagde. at han var udpeget til at lede en gruppe på 500.000 veteraner, der skulle overtage regeringens funktioner. Den endelige rapport fra kongresudvalget
beskrev Butlers beskyldninger om komplottets eksistens. Der blev ikke igangsat retsforfølgelser eller yderligere undersøgelser, og historikerne og samtidige journalister afviste stort set tanken om at en sådan plan var tæt på at blive gennemført, og New York Times karakteriserede det som et "gigantisk bluffnummer".
Ligaen kaldte Roosevelts Agricultural Adjustment Administration "en bevægelse i retning af en fascistisk kontrol over landbruget." Social Security blev omtalt som en "markering af slutningen på demokratiet." Advokater for American Liberty League satte spørgsmålstegn ved lovligheden af National Labor Relations Act, men i 1937, fastslog USA's højesteret, at loven ikke var i strid med forfatningen. Ligaen svandt hen og blev opløst i 1940.